# Альберто Кінтеро
Альберто Кінтеро (ісп. Alberto Quintero Medina; нар. 18 грудня 1987, Панама) — панамський футболіст, півзахисник клубу «Пласа Амадор».

## Клубна кар'єра
Вихованець клубу «Чоррільйо», за який дебютував на дорослому рівні в 2006 році. За три сезони відіграв 57 матчів.
З 2008 по 2011 виступав за іспанські клуби «Торреллано», «Картахена» та «Онтіньєнт».
У 2011 повернувся до рідної команди «Чоррільйо», де провів два сезони.
У 2012 виступав за колумбійський клуб «Індепендьєнте Медельїн».
З 2013 грав за мексиканські клуби «Лобос БУАП», «Мерида», «Мінерос де Сакатекас», повернувшись до «Лобос БУАП», у 2015 відіграв один сезон та був орендований клубом МЛС «Сан-Хосе Ерсквейкс», відтоді встиг зіграти 30 матчів та забити три голи.
З 2017 по 2022 роки захищав кольори клубу «Універсітаріо де Депортес». Надалі сезон відіграв за «Сьєнсіано», наразі виступає за панамську команду «Пласа Амадор».

## Виступи за збірну
2007 року дебютував в офіційних матчах у складі національної збірної Панами. Наразі провів у формі головної команди країни 138 матчів, забив 7 голів.
30 травня 2018 року був включений до заявки збірної на тогорічний чемпіонат світу, проте за тиждень отримав травму та був замінений у заявці національної команди.
5 вересня 2019 року Кінтеро провів 100-ий матч за національну збірну.

## Титули і досягнення
- Срібний призер Золотого кубка КОНКАКАФ: 2013
- Бронзовий призер Золотого кубка КОНКАКАФ: 2015